# ستيفن بويد (لاعب كرة قدم أمريكية)
ستيفن بويد (بالإنجليزية: Stephen Boyd)‏ هو لاعب كرة قدم أمريكية أمريكي، ولد في 22 أغسطس 1972 في فالي ستريم في الولايات المتحدة.

## وصلات خارجية
- ستيفن بويد على موقع مرجع كرة القدم المحترفة.كوم (الإنجليزية)